# Zarvāv-e Soflá
Zarvāv-e Soflá (persiska: زَروار, زرواو سفلی, Zarvār) är en ort i Iran.   Den ligger i provinsen Kurdistan, i den nordvästra delen av landet, 500 km väster om huvudstaden Teheran. Zarvāv-e Soflá ligger 1 508 meter över havet och antalet invånare är 546.
Terrängen runt Zarvāv-e Soflá är kuperad. Runt Zarvāv-e Soflá är det ganska tätbefolkat, med 93 invånare per kvadratkilometer. Närmaste större samhälle är Bāneh, 11,7 km öster om Zarvāv-e Soflá. Trakten runt Zarvāv-e Soflá består till största delen av jordbruksmark.